# Datenschutzbehörde
Die Datenschutzbehörde (abgekürzt DSB) ist seit 1. Jänner 2014 die für den Datenschutz in Österreich hauptsächlich zuständige Behörde. Sie ist Nachfolgerin der Datenschutzkommission (DSK). Eine zweite datenschutzrechtliche Aufsichtsbehörde, das Parlamentarische Datenschutzkomitee, ist seit 1. Jänner 2025 für den Datenschutz im Bereich der parlamentarischen Gesetzgebungsebene (Nationalrat, Bundesrat inkl. Untersuchungsausschüsse, Anfragebeantwortungen, Rechnungshof und Volksanwaltschaft) zuständig.

## Geschichte und Organisation
Vorgängerin der Datenschutzbehörde war die Datenschutzkommission, die bis Ende 2013 existierte. Die Datenschutzkommission war mit dem ersten Datenschutzgesetz (BGBl. Nr. 565/1978) installiert worden und hatte ihre erste Sitzung am 25. April 1979. Österreich war damit einer der ersten europäischen Staaten mit einer eigenen Behörde für den Datenschutz.
Die Datenschutzbehörde ist dem Bundesministerium für Justiz (bis 7. Jänner 2018: dem Bundeskanzleramt) nur organisationstechnisch (Telefonnummer etc.) angegliedert. Sie ist eine weisungsfreie Behörde. Aufgrund der früher engeren organisatorischen Angliederung der (damals noch: Datenschutzkommission) hatte der Europäische Gerichtshof mit Urteil vom 16. Oktober 2012 festgestellt, dass die Datenschutzkommission nicht die von der Richtlinie 95/46/EG (Datenschutzrichtlinie) vorgeschriebene „völlige Unabhängigkeit“ aufwies. Diese Verurteilung ging auf eine Beschwerde der Bürgerrechtsorganisation ARGE Daten bei der Europäischen Kommission zurück. Aufgrund der Beschwerde hatte die Europäische Kommission gegen Österreich ein Vertragsverletzungsverfahren vor dem Europäischen Gerichtshof eingeleitet. In der Folge schlug der Generalanwalt des Europäischen Gerichtshofs in seinem Schlussantrag dem EuGH vor, der Klage stattzugeben. Der Europäische Gerichtshof gab der Klage am 16. Oktober 2012 statt. Durch eine Gesetzesänderung wurde die Datenschutzkommission daraufhin als unabhängige Behörde eingerichtet und ihre völlige Unabhängigkeit im Sinne der Datenschutz-Richtlinie sichergestellt.
Im Rahmen der Verwaltungsgerichtsbarkeits-Novelle 2012 wurde die Datenschutzkommission in weiterer Folge mit 1. Jänner 2014 aufgelöst. Die DSG-Novelle 2014 bewirkte, dass ab 1. Jänner 2014 die Aufgaben der Datenschutzkommission von einer unabhängigen Datenschutzbehörde, die als monokratische Behörde organisiert ist, übernommen wurden. Mit der Neuregelung soll auch weiterhin dem Urteil des Europäischen Gerichtshofes entsprochen werden. Die Datenschutzbehörde ist eine weisungsfreie Behörde, die auch die innerdienstlichen Aufgaben selbständig ordnet.

## Aufgaben und Personalien
Aufgaben der Datenschutzbehörde sind insbesondere:
- Kontrolle der Einhaltung des Datenschutzgesetzes und der Datenschutzgrundverordnung
- Entscheidung über Beschwerden von Betroffenen wegen Verletzungen des Rechtes auf Auskunft, Geheimhaltung, Löschung und Richtigstellung (soweit die Beschwerde nicht gegen Organe der Gesetzgebung oder Gerichtsbarkeit gerichtet ist)
- Genehmigung von durch Branchenverbände erstellte Verhaltenskodizes im Rahmen der Datenschutz-Grundverordnung (bisher nicht wahrgenommen)

Leiter der Datenschutzbehörde ist seit 1. Jänner 2024 Matthias Schmidl, davor war dies ab 2014 Andrea Jelinek. Geschäftsführendes Mitglied der DSK war davor seit 1. Juli 2010 Eva Souhrada-Kirchmayer, vorher Waltraut Kotschy. Diese Personen sind bzw. waren auch Vertreter Österreichs in der Artikel-29-Datenschutzgruppe. Die Behörden sind darüber hinaus Mitglieder der Internationalen Konferenz der Beauftragten für den Datenschutz und den Schutz der Privatsphäre. Der Personalstand der Datenschutzbehörde umfasste im Jahr 2023 insgesamt ca. 60 Personen.